# Canelons
Els canelons són un plat de pasta d'origen italià que deu el seu nom a la forma en què es presenta. Fora d'Itàlia, i cannelloni són denominats sovint com manicotti o maniche («mànigues»). En anglès s'empra sovint en singular cannellone, especialment quan designa el nom del plat.
L'ingredient principal és la pasta de forma quadrada, que un cop bullida s'enrotlla entorn del farcit triat (carn, espinacs, peix i altres) adoptant una forma tubular.
A Catalunya, per la laboriositat que implica la seva elaboració, acostuma a ser un plat de dies festius, molt típic per Nadal o pel dia de Sant Esteve, el 26 de desembre. També és popular, juntament amb altres plats italians de pasta, a l'Argentina i a l'Uruguai, on hi ha una nombrosa població de descendents d'emigrants italians.
En el mercat, existeixen plaques de canelons precuinades que només cal remullar en aigua tèbia durant uns vint-i-cinc minuts. També es poden trobar en forma de pasta seca que cal bullir en aigua abundant amb sal.

## Canelons catalans
A la gastronomia catalana, els canelons els van introduir els cuiners italians d'algunes famílies de la burgesia barcelonina a finals del segle xix, i a partir d'aquell moment es van començar a difondre amb gran èxit per tot el país i començaren a ser inclosos en receptaris. Ràpidament es van estendre a totes les classes socials, en paraules de Josep Pla «tingueren un gran èxit i es difongueren per tot el país amb gran vitalitat», amb algunes modificacions per a adaptar-los al gust català. Encara que no es troben als receptaris de cuina catalana del segle xix (La cuynera catalana) i principis del xx (Llibre de la cuina catalana, La Teca), avui els canelons modificats a la catalana es consideren típics de la terra.
La seva consolidació com a plat tradicional, però, es va produir quan els canelons es van començar a fer a la Maison Dorée de París i Michel Pompidor i el seu germà van obrir un restaurant igual a la plaça de Catalunya de Barcelona el 1903, on van poder servir les mateixes receptes que la casa mare. Més endavant, el 1911, Ramon Flo va crear la marca El Pavo, per poder-la imprimir a les capsetes de plaques de pasta que va començar a comercialitzar.

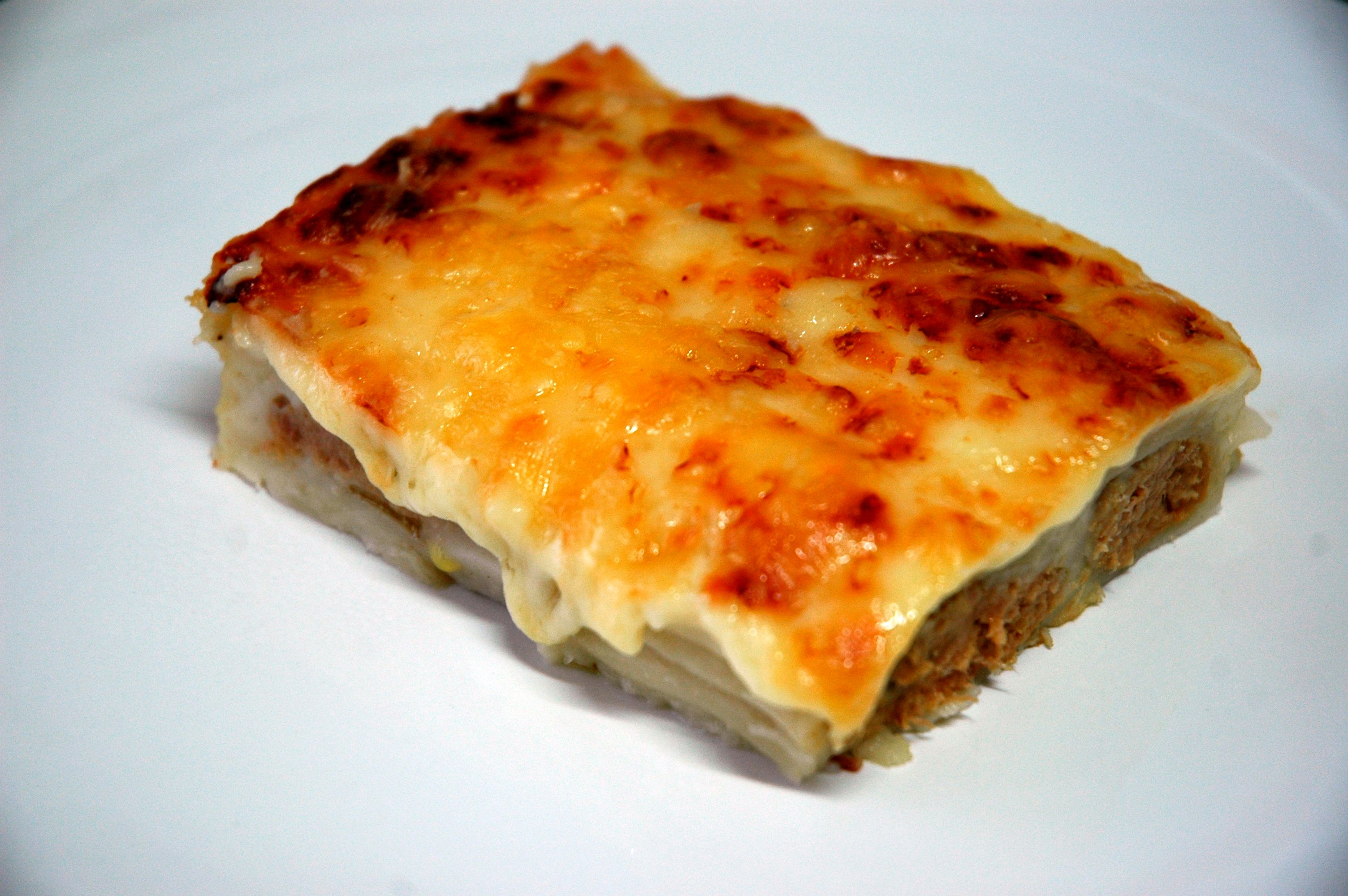
Canelons a la catalana

Els canelons i en general les pastes al forn als Països Catalans no es couen al dente sinó ben cuits, i després s'assequen una mica al forn, de manera que els més exteriors quedin cruixents. Pla ho explicava així: «els canelons han d'ésser rossos, han de tenir una perfecta presentació, no han d'ésser escaldufats». Una altra diferencia clara entre els canelons de Sant Esteve, o canelons catalans, respecte als italians, és que la carn és rostida, i no procedent de botifarra o carn picada, que es talla a trossos grans, es rosteix a la paella on després es farà el sofregit i a continuació es pica, mentre que els canelons bolonyesos es fan directament amb carn picada i barrejada amb un sofregit, que a Itàlia conté pastanaga i api. Tradicionalment els canelons es banyen amb una mica de salsa beixamel i es cobreixen amb formatge ratllat abans de ficar la llauna al forn per a gratinar. Més rarament s'utilitza salsa de tomàquet en lloc de la beixamel i de vegades es poden posar totes dues salses.
De canelons, se'n mengen tot l'any, però són típics de la festivitat de Sant Esteve, en què s'aprofita la carn del rostit que ha sobrat de l'àpat de Nadal. Aquesta és la diferència fonamental entre els canelons catalans i els italians: els d'ací es fan amb carn rostida, mentre que en els altres hi posen directament carn picada barrejada amb un sofregit.

## Canelons Rossini
Gioachino Rossini era un compositor italià del segle xix famós per les seves òperes i molt aficionat a la gastronomia. Se li atribueix la invenció d'una variant de canelons farcits de foie gras. Aquesta recepta apareix a La Teca (1924), del cuiner Ignasi Domènech, on tanmateix no apareixen els canelons a la catalana. Cal destacar que la recepta original del compositor no era amb canelons, sinó amb macarrons. Avui poca gent coneix els macarrons farcits, i els canelons Rossini es tendeixen a fer amb carn tot i que afegint-hi una mica de foie gras i tòfona.
Rossini va escriure un llibre de cuina amb receptes a les que ell va posar el seu nom, de les quals els canelons són potser les més conegudes actualment. Per aquest motiu no és rar que alguns restaurants anomenin «rossini» o «a la Rossini» algunes preparacions o plats als quals afegeixen foie gras o paté de fetge com a condiment.
Alguns autors, com Nèstor Luján, han alimentat la idea que els canelons haurien nascut com una manera d'aprofitar les restes de carn del rostit o de l'escudella. D'altres, com Jaume Fàbrega, consideren que aquest suposat origen no és cert, sinó una llegenda urbana.